# Marius Sala
Marius Sala (ur. 8 września 1932, zm. 19 września 2018) – rumuński językoznawca. Zajmował się językiem rumuńskim, dialektologią rumuńską, romanistyką, językiem judeohiszpańskim i kontaktami językowymi.
W 2001 r. został wybrany członkiem tytularnym Academia Română. W latach 2006–2014 był wiceprezesem tejże instytucji. W okresie od 1994 do 2017 pełnił funkcję dyrektora rumuńskiego Instytutu Językoznawstwa.

## Publikacje (wybór)
- Contribuții la fonetica istorică a limbii române, Bukareszt, 1970
- Phonétique et phonologie du judéo-espagnol de Bucarest, Haga, 1971
- Contributions à la phonétique historique du roumain, Paryż, 1976
- Le judéo-espagnol, Haga, 1976
- Limbi în contact, Bukareszt, 1997
- Lenguas en contacto, Madryt, 1998
- Contemporanul lor, contemporanul lui, Bukareszt, 2002
- Aventurile unor cuvinte românești, Bukareszt, 2005
- 101 cuvinte moștenite, împrumutate și create, Bukareszt, 2010